# Olivkamaroptera
Olivkamaroptera (Camaroptera chloronota) är en fågel i familjen cistikolor inom ordningen tättingar. Den förekommer i skogsområden i västra och centrala Afrika. Beståndet anses vara livskraftigt.

## Utseende och läte
Olivkamaropteran är en kortstjärtad sångarlik fågel. Fjäderdräkten är färglös med olivgrönt på rygg och vingar. Undersidans färg varierar geografiskt, från grå i väst och brun med vit buk i öst. Arten liknar vitstjärtad sångare, men saknar dennas arttypiska vita inslag i stjärten. Den påminner även om trumpetkamaroptera, men är mer färglös utan bjärt grönt på vingarna. Sången är mycket speciell, en snabb serie med ljusa visslingar som kan pågå i flera minuter. Även ett bräkande läte likt andra kamaropteror kan höras.

## Utbredning och systematik
Olivkamaroptera delas in i fem underarter med följande utbredning:
- Camaroptera chloronota kelsalli – Senegal till Ghana
- Camaroptera chloronota chloronota – Togo till södra Kamerun, Gabon och Kongo-Kinshasa
- Camaroptera chloronota granti – ön Bioko (Guineabukten)
- Camaroptera chloronota toroensis – sydöstra Centralafrikanska Republiken till sydvästra Sydsudan, norra och centrala Demokratiska republiken Kongo, Uganda, västra Kenya och nordvästra Tanzania
- Camaroptera chloronota kamitugaensis – östra Kongo-Kinshasa (Itombweregionen)

Sedan 2016 urskiljer Birdlife International och naturvårdsunionen IUCN toroensis och kamitugaensis tillsammans som den egna arten "gulbrunbröstad kamaroptera" (C. toroensis).

### Familjetillhörighet
Cistikolorna behandlades tidigare som en del av den stora familjen sångare (Sylviidae). Genetiska studier har dock visat att sångarna inte är varandras närmaste släktingar. Istället är de en del av en klad som även omfattar timalior, lärkor, bulbyler, stjärtmesar och svalor. Idag delas därför Sylviidae upp i ett antal familjer, däribland Cisticolidae. 

## Levnadssätt
Olivkamaroptera hittas i uppvuxen regnskog och ungskog. Där håller den sig vanligen dold i den täta undervegetationen och uppmärksammas oftast på sången.

## Status
IUCN bedömer hotstatus för toroensis respektive övriga underarter var för sig, båda som livskraftiga.